# Trichopodus leerii
Trichopodus leerii (Bleeker, 1852), conosciuto comunemente come gurami perla o pesce mosaico, è un pesce d'acqua dolce appartenente alla famiglia Osphronemidae.

## Distribuzione e habitat
Questo pesce è diffuso in Thailandia, Malaysia e Indonesia (a Sumatra e nel Borneo). Abita acque lente o ferme: pianure allagate, paludi, bracci di fiumi e laghi con densa vegetazione acquatica e palustre.

## Descrizione

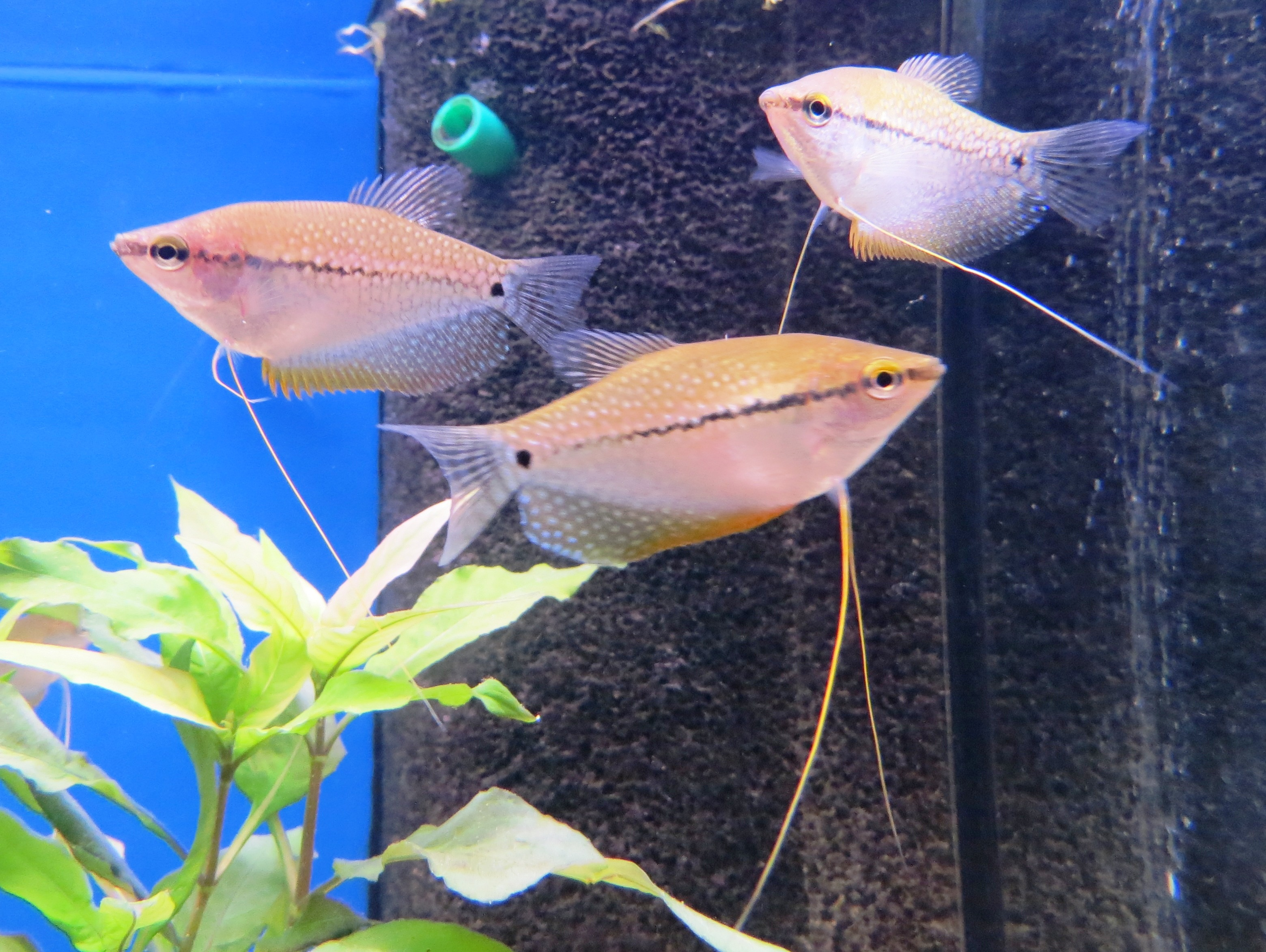
Dei giovani esemplari

Il corpo è alto, allungato, molto compresso ai fianchi. La pinna dorsale è alta, la coda è larga e bilobata. Le pinne ventrali sono filiformi, mentre l'anale è alta e lunga, terminante alla radice della caudale.

La livrea presenta testa, dorso e fianchi bruno-rosati, con ventre argenteo e gola rossastra, il tutto tempestato di numerosissime macchioline bianco perlaceo. Le ventrali sono bianche e rosse, le altre pinne sono rossastre anche loro macchiettate. Dal muso parte una linea verticale nera che attraversa l'occhio e termina in un ocello sul peduncolo caudale.

Il maschio presenta colorazione più vivida (anche rosso fuoco nella gola) e i raggi della pinna anale allungati, che nella parte terminale non sono più uniti tra loro con una membrana ma sono liberi. Anche la pinna dorsale nel maschio è più alta.

Raggiunge una lunghezza massima di 18 cm.

## Acquariofilia
T. leerii è uno dei pesci più conosciuti e diffusi negli acquari del genere Trichogaster. È allevato e pescato per la sua vendita in tutto il mondo.

## Biologia

### Alimentazione
La specie è onnivora. È consigliabile dare mangimi appositi, e cibi surgelati come tubifex, o cibi vivi come Daphnia, larve di zanzara, piccoli crostacei, e Chironomidae.

### Riproduzione
Costruisce un nido di bolle, inserendo come sostegno anche foglie, dove il maschio inserirà le uova fecondate e manterrà la guardia fino alla schiusa.
| Origine            | Asia sudorientale | Acqua            | dolce         |
| Durezza dell'acqua | da 5 a 15 °GH     | pH               | da 6,5 a 7,5  |
| Temperatura        | da 24 a 28 °C     | Volume min.      | 60 l          |
| Alimentazione      | onnivoro          | Taglia da adulto | da 10 a 12 cm |
| Riproduzione       | Nido di bolle     | Zone occupate    | Superficie    |
| Socialità          | Coppia, di gruppo | Difficoltà       | Facile        |